# Hudson H9
La Hudson H9 è una pistola semi-automatica prodotta dalla Hudson Manufacturing che è stata introdotta a gennaio 2017, con un grilletto dritto M1911 e un asse a foro ridotto. La sua principale caratteristica fisica è il telaio che si estende di fronte alla guardia del grilletto, che contiene la molla di rinculo.